# Филармонический оркестр Брно
Филармонический оркестр Брно (чеш. Státní filharmonie Brno) — чешский симфонический оркестр, базирующийся в Брно. В нынешнем виде сформирован в 1956 г. путём слияния двух городских симфонических коллективов. Уже в том же году оркестр отправился на свои первые гастроли для участия в музыкальном фестивале «Варшавская осень». История оркестра тесно связана с именем Леоша Яначека — центральной фигуры в музыкальной истории города; его произведения составляют важную часть репертуара, те или иные из них неоднократно были записаны оркестром, в том числе с такими приглашёнными дирижёрам, как Чарльз Маккерас.
Среди дирижёров и солистов, в разное время выступавших вместе с оркестром, — Карел Анчерл, Ефим Бронфман, Вильгельм Кемпф, Гидон Кремер, Курт Мазур, Иегуди Менухин, Святослав Рихтер и др.

## Руководители
- Бржетислав Бакала (1956—1958)
- Ярослав Вогель (1959—1962)
- Иржи Вальдганс (1962—1978)
- Франтишек Йилек (1978—1983)
- Петр Вронский (1983—1991)
- Леош Сваровский (1991—1995)
- Отакар Трглик (1995—1997)
- Альдо Чеккато (1997—2000)
- Петр Альтрихтер (2002—2009)
- Александр Маркович (2009—2015)
- Деннис Рассел Дэвис (с 2018 г.)